# 中國國民黨中央執行委員會調查統計局
中國國民黨中央執行委員會調查統計局，簡稱中統局或中統，為中國國民黨情报机關之一。1947年，该机關更名为中國國民黨黨員通訊局。该机關為今法務部調查局的前身。

## 历史
1928年2月蒋介石复出，CC系成员组成中國國民黨中央执行委员会組織部增设调查科，驻南京丁家桥的中央党部。调查科科长由统计科科长吴大均兼任，下设总干事二人；曹立瀛，濮孟九。全科工作人员不足二十人：陈石泉、郑伯豪、范诵尧、刘青原、王保身、岳佩兰（女）等，任务是调查党内各派系的动态。后中央组织部秘书陈立夫兼任科长。不久改由叶秀峰任科长，1929年改由徐恩曾任科长。
1931年，陳立夫任中國國民黨中央組織部部長。继而开设“特工训练班”。1932年将中央组织委员会调查科在南京道署街徐王府瞻园（明代徐达的中山王府的西花园）扩编为特工总部。主任徐恩曾，张冲任副主任，濮孟九任秘书。设有情报科、训练科、总务科，另外还设有指导股，指导各省市党部特务室的工作；行动股，负责侦查、逮捕、审讯；训练股，股长王杰夫，成员卜士奇、袁家镛（后改名严英）、汪浩、罗仲言、姚蓬子、张文等，负责掌管工作人员的思想训练工作，编辑一份内部刊物—《动力》月刊。特工总部对外仍称调查科。特工总部时代，中统组织自夸是特务史上的“黄金时代”。在国民党内见官大一级。持特工调查证（称作“PASS”），可以在任何地方调动军警。1935年，黨務調查科升格為中國國民黨中央組織委員會黨務調查處，濮孟九担任处长，为公开掩护性名称。中统的成员，“转变”分子几占一半。中统的作风和内部重视政治思想工作，提倡集体意识，过小组生活。内部设立核心小组，组长徐恩曾，组员则是各单位的主管。中统还有个群众性组织—联益会，会长徐恩曾，所有员工均须入会为会员，薪水中每月扣除百分之五作为生产事业基金。
1937年，黨務調查處併入国民政府军事委员会调查统计局。陈立夫任局长，陈焯任副局长。局下设三处，第一处（党务调查处）处长徐恩曾，主管党派调查；第二处（特务处）处长戴笠，主管军警调查；第三处（总务处）处长先由陈焯兼任后由丁默村接任，主管邮电检查，不久裁撤。
1938年3月，在国民党临时全国代表大会上，经蒋介石提议，以军事委员会调查统计局第一处为基础，成立中國國民黨中央執行委員會調查統計局。“中统”由此正式形成。“中统”以各级国民党党部为活动基地，在各省、市党部设调查统计室，在文化团体和大专院校、重点中学广泛建立了“党员调查网”。“中统”局长由国民党中央党部秘书长兼任，而由副局长负实际责任。陈立夫、张厉生、朱家骅先后担任过局长，徐恩曾（至1944年底）、叶秀峰、顾建中、邹学峻、季源溥等先后担任过副局长。
1938年（民国27年）4月，朱家驊任中國國民黨中央執行委員會秘書長兼党務委員会主任委員暨中央調査統計局局長，徐恩曾任副局长。
1939年至1944年間，中統局曾與英國軍情六處 在共同抗日基礎上進行合作。
1944年（民国33年）11月，朱家骅接替陳立夫转任国民政府教育部部长；徐恩曾被解职。1945年1月，蒋中正任命葉秀峯接替徐恩曾主持中统局的全面工作；1月30日，蒋介石“撤去徐恩曾本兼各职，永不录用”的手谕下发；2月1日上午9时，举行交接仪式，葉秀峯回任副局長。此後，朱家骅辞去兼任的中统局局长职务，葉秀峯晉任代局长；数月后，葉秀峯真除為局长正銜。
1947年4月17日，中國國民黨中央執行委員會決議撤銷中統局。:8336隨後，該局更名為中国国民党黨員通訊局（简称“党通局”），局长仍为叶秀峰。为减轻国民党党部机构膨胀、党费开支过大，党通局的领导机关和党派调查室留在各级党部内，其他单位名目移编至各政府部门（如国民政府主计处统计局第六、七科、内政部第四处、经济部特种经济调查处），但实际还是由党通局统一指挥。
1949年5月，党通局主要职能部分改为內政部調查局，隸屬於中华民国行政院內政部，首任局长为季源溥，副局长张益民。中華民国政府遷往台灣後，內政部調查局於1954年10月改組為司法行政部（今法務部）調查局。後來，該局成為法務部調查局，其職權重點是維護台灣地區安全和打擊社會重大犯罪活動。
法務部調查局除接受國家安全局委託「政治偵防」業務外，還負責偵查防範賄賂、毒品交易、重大經濟犯罪等事務。

## 下設组织
- 成立初期：下設三组、八科、一处、一室。一组下设一科管文书、事务二科管情报电讯；二组下设三科管党员调查网、四科管党派调查、五科管社会调查；三组下设六科管党政调查、七科管经济调查、八科管日伪调查。
- 鼎盛时期：局本部设有六处、六室、五会、一区：党派调查处、党政调查处、特种经济调查处、统计处、总务处、交通管理处；秘书室、人事室、会计室、督察室、研究室、译电室；违纪审查委员会、侨务工作委员会、训练委员会、设计考核委员会、事业管理委员会和重庆实验区。又在各省或各地区设立“调统室”。

## 主要人员分工
- 调查工作人员（简称调工）
- 特种情报工作人员（简称特情人员）
- 党员调查网（简称CC党网，又称党员通讯网）：由在中国国民党党内进行防共和监视其内部人员的监察人员組成。
- 通讯员：中统局在各机关、学校、企业内部发展的工作人员。

### 相關人士
- 汪精卫，又名汪兆銘，抗战时期投奔日本人并建立汪精衛國民政府，1945年死于日本。
- 鄭蘋如，曾於1939年計劃用“美人計”暗殺支持日本勢力者丁默邨却失败，其事蹟日後被改編為電影等作品。
- 李士群，原中国共产党黨員，後投靠中國國民黨並加入中统局，又追隨汪精衛國民政府，曾策劃殺害許多人士。
- 丁默邨，原中国共产党党员，后投靠中国国民党并加入军统局，又追随汪精卫国民政府，曾杀害许多国民党及共产党地下特工。
- 葉問

### 其他
- 中國國民黨中央執行委員會特務委員會特工總部
- 國民政府軍事委員會調查統計局
- 法務部調查局
- 中華民國國家安全局